# Czarodziejski dzwoneczek
Czarodziejski dzwoneczek (ros. Чудесный колокольчик, Czudiesnyj kolokolczik) – radziecki krótkometrażowy film animowany z 1949 roku w reżyserii  Walentiny i Zinaidy Brumberg powstały na podstawie rosyjskiej bajki ludowej Córka i pasierbica.

## Fabuła
Masza jest prześladowana przez swoją okrutną macochę, która zmusza ją do wykonywania najcięższych prac w gospodarstwie. Natomiast jej przyrodnia siostra Łusza nic nie robi i wciąż odpoczywa. Któregoś dnia macocha nakazuje mężowi wyrzucić pasierbicę do lasu, żeby tam przędła przędzę. Zrozpaczona dziewczyna urządza się w leśnej chatce. Jej gospodarz Niedźwiedź, nie jest zachwycony z obecności Maszy i chce ją pożreć. Gdy jednak poznaje smutny los dziewczynki, chce jej pomóc i obdarowuje ją wspaniałymi podarkami. Kiedy tylko chciwa macocha dowiaduje się o tym, wyrusza do lasu, aby otrzymać cudowne prezenty.

## Obsada (głosy)
- Galina Nowożyłowa – Masza
- Wiera Biendina – Łusza
- Aleksandra Dienisowa – macocha
- Michaił Janszyn – starzec
- Władimir Gotowcew – Niedźwiedź
- T. Cyganok – mysz

## Animatorzy
Fiodor Chitruk, Władimir Arbiekow, Władimir Danilewicz, Aleksandr Bielakow, Grigorij Kozłow, Łamis Briedis, Faina Jepifanowa, Roman Dawydow

## Wersja polska
Seria: Bajki rosyjskie (odc. 26)
W wersji polskiej udział wzięli:
- Agata Gawrońska jako Masza
- Beata Jankowska
- Małgorzata Sadowska
- Monika Wierzbicka
- Dariusz Odija jako Niedźwiedź
- Ryszard Olesiński

Realizacja:
- Reżyseria: Stanisław Pieniak
- Dialogi: Stanisława Dziedziczak
- Teksty piosenek i wierszy: Andrzej Brzeski
- Opracowanie muzyczne: Janusz Tylman, Eugeniusz Majchrzak
- Dźwięk: Robert Mościcki, Jan Jakub Milęcki, Jerzy Rogowiec
- Montaż: Elżbieta Joël
- Kierownictwo produkcji: Krystyna Dynarowska
- Opracowanie: Telewizyjne Studia Dźwięku – Warszawa
- Lektor: Jacek Bończyk